# Ядерний поїзд

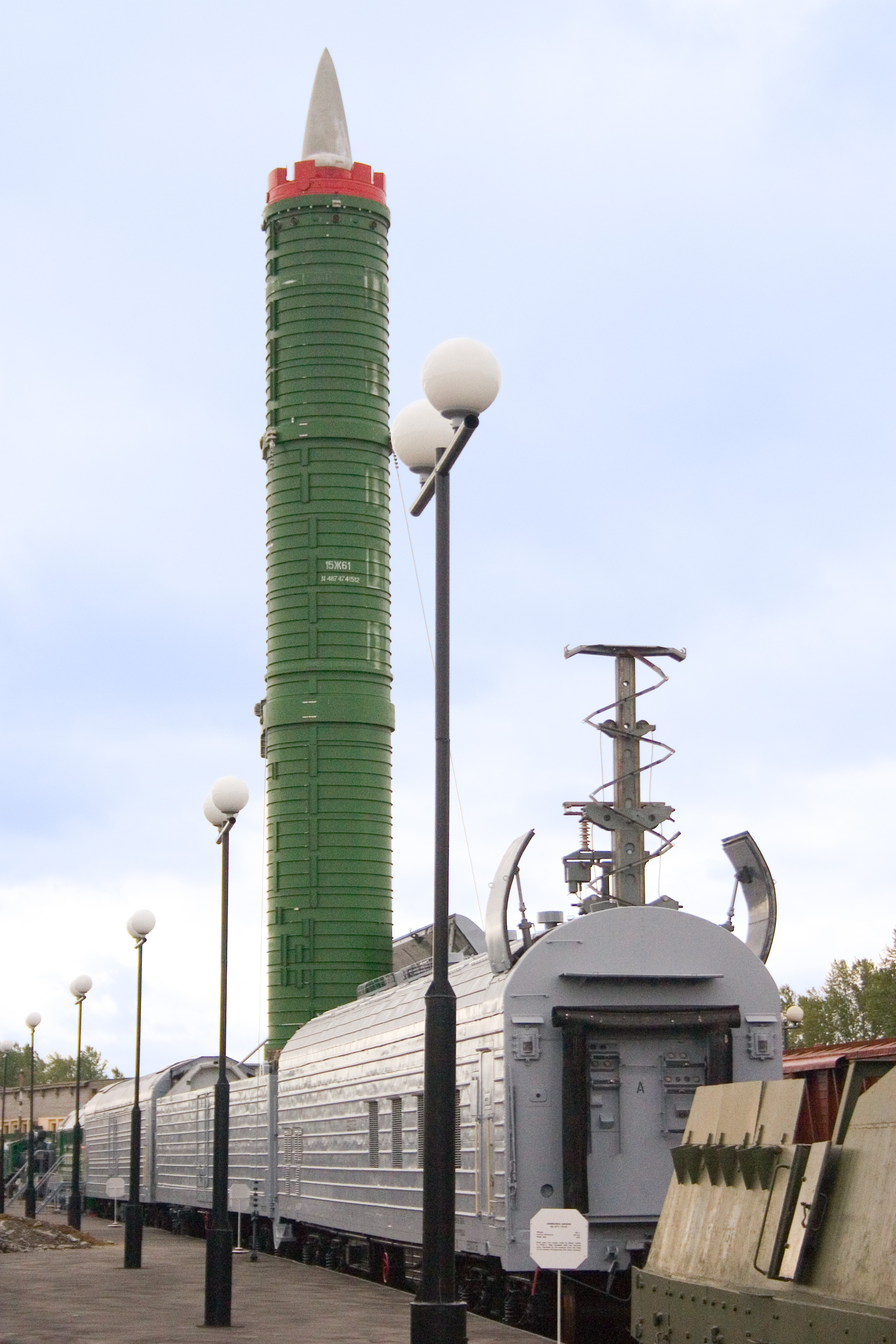
Ядерний поїзд у Санкт-Петербурзі.

Ядерний поїзд — бойовий залізничний ракетний комплекс (скорочено БЗРК, поїзд-примара) — тип стратегічних ракетних комплексів рухомого залізничного базування. Являє собою спеціально сконструйований залізничний потяг, у вагонах якого розміщуються стратегічні ракети (як правило міжконтинентального класу), а також командні пункти, технологічні та технічні системи, засоби охорони, особовий склад, що забезпечує експлуатацію комплексу та системи його життєзабезпечення.
Назва «Бойовий залізничний ракетний комплекс», використовується також як власне ім'я для радянського ракетного комплексу 15П961 «Молодець» (РТ-23 УТТХ). 15П961 «Молодець» стояв на бойовому чергуванні в РВСН Збройних Сил СРСР та Росії у період з 1987 по 1994 рік у кількості 12 одиниць. Потім (до 2007 року) усі комплекси було демонтовано та знищено, за винятком двох, переданих до музеїв.
На залізницях СРСР та Росії мав умовну позначку «поїзд номер нуль».
Перші опрацювання з використання залізничного складу як носія стратегічних ракет з'явилися в 1960-х роках. Роботи з цього напряму велися й у СРСР, й у США, КНДР.

## Інтернет-ресурси
- БЖРК РТ-23 УТТХ «Молодец»
- Боевой железнодорожный ракетный комплекс 15П961 «Молодец» с МБР 15Ж61 (РТ-23 УТТХ)
- Нынешний год принес сенсационную весть: «фирменное» оружие российских ракетчиков — боевые железнодорожные ракетные комплексы (БЖРК) остаются в боевом составе РВСН // «Популярная механика» № 4, 2003
- Железнодорожный ракетный комплекс прибыл на конечную // РИА Новости, 28.02.2008
- Фотографии заброшенной базы
- БЖРК: история и перспективы (обсуждение на форуме rusarmy.com)